# Craig Thomson (scheidsrechter)
Craig Alexander Thomson (Edinburgh, 20 juni 1972) is een Schots voetbalscheidsrechter.
Thomson trad voor het eerst aan in de Schotse Premier League in 2002. De eerste wedstrijd die hij leidde was de partij tussen St. Johnstone en Hibernian (0-1). Sinds 2003 is Thomson FIFA-scheidsrechter, waarop hij in 2004 voor het eerst in actie kwam tijdens een interland. Hij was scheidsrechter op het EK voor spelers onder 21 in Nederland. Op het Europees kampioenschap voetbal 2008 was hij aanwezig als vierde official. In 2009, 2010 en 2011 leidde hij de finale van de Schotse beker. In 2010 kwam hij in het nieuws na het staken van de kwalificatiewedstrijd voor het Europees kampioenschap voetbal 2012 tussen Italië en Servië. De wedstrijd werd na zeven minuten stilgelegd na wanordelijkheden op de tribune. Thomson komt in 2012 in actie op EURO 2012 in Oekraïne en Polen.
In maart 2013 noemde de FIFA Thomson een van de vijftig potentiële scheidsrechters voor het Wereldkampioenschap voetbal 2014 in Brazilië.

## Interlands
| Datum            | Plaats           | Wedstrijd                         | Uitslag | Competitie              | Kreeg geel | Kreeg voor de tweede keer geel en dus rood | Weggestuurd |
| ---------------- | ---------------- | --------------------------------- | ------- | ----------------------- | ---------- | ------------------------------------------ | ----------- |
| 18 februari 2004 | Belfast          | Noord-Ierland – Noorwegen         | 1 – 4   | Vriendschappelijk       | 1          | 0                                          | 0           |
| 8 september 2004 | Tórshavn         | Faeröer – Frankrijk               | 0 – 2   | Kwalificatie WK 2006    | 1          | 1                                          | 0           |
| 1 maart 2006     | Saint Denis      | Frankrijk – Slowakije             | 1 – 2   | Vriendschappelijk       | 0          | 0                                          | 0           |
| 15 november 2006 | Helsinki         | Finland – Armenië                 | 1 – 0   | Kwalificatie EK 2008    | 3          | 0                                          | 0           |
| 2 juni 2007      | Riga             | Letland – Spanje                  | 0 – 2   | Kwalificatie EK 2008    | 4          | 0                                          | 0           |
| 6 september 2008 | Murcia           | Spanje – Bosnië en Herz.          | 1 – 0   | Kwalificatie WK 2010    | 4          | 0                                          | 0           |
| 1 april 2009     | Klagenfurt       | Oostenrijk – Roemenië             | 2 – 1   | Kwalificatie WK 2010    | 4          | 0                                          | 0           |
| 8 september 2009 | Limerick         | Ierland – Zuid-Afrika             | 1 – 0   | Vriendschappelijk       | 2          | 0                                          | 0           |
| 14 oktober 2009  | Andorra la Vella | Andorra – Oekraïne                | 0 – 6   | Kwalificatie WK 2010    | 4          | 0                                          | 0           |
| 18 november 2009 | Aarhus           | Denemarken – Verenigde Staten     | 3 – 1   | Vriendschappelijk       | 0          | 0                                          | 0           |
| 3 maart 2010     | Saint Denis      | Frankrijk – Spanje                | 0 – 2   | Vriendschappelijk       | 1          | 0                                          | 0           |
| 12 oktober 2010  | Genua            | Italië – Servië                   | 3 – 0   | Kwalificatie EK 2012    | 1          | 0                                          | 0           |
| 26 maart 2011    | Jerevan          | Armenië – Rusland                 | 0 – 0   | Kwalificatie EK 2012    | 3          | 0                                          | 0           |
| 24 mei 2011      | Dublin           | Ierland – Noord-Ierland           | 5 – 0   | Vierlandentoernooi 2011 | 0          | 0                                          | 1           |
| 2 september 2011 | Tel Aviv         | Israël – Griekenland              | 0 – 1   | Kwalificatie EK 2012    | 9          | 0                                          | 0           |
| 11 oktober 2011  | Saint Denis      | Frankrijk – Bosnië en Herzegovina | 1 – 1   | Kwalificatie EK 2012    | 7          | 0                                          | 0           |
| 13 juni 2012     | Lviv             | Denemarken – Portugal             | 2 – 3   | Groepsfase EK 2012      | 4          | 0                                          | 0           |
| 16 juni 2012     | Wrocław          | Tsjechië – Polen                  | 1 – 0   | Groepsfase EK 2012      | 8          | 0                                          | 0           |
| 7 september 2012 | Helsinki         | Finland – Frankrijk               | 0 – 1   | Kwalificatie WK 2014    | 6          | 0                                          | 0           |
| 16 oktober 2012  | Boekarest        | Roemenië – Nederland              | 1 – 4   | Kwalificatie WK 2014    | 6          | 0                                          | 0           |
| 14 augustus 2013 | Brussel          | België – Frankrijk                | 0 – 0   | Vriendschappelijk       | 3          | 0                                          | 0           |
| 8 september 2014 | Kiev             | Oekraïne – Slowakije              | 0 – 1   | Kwalificatie EK 2016    | 9          | 0                                          | 0           |
| 14 juni 2015     | Vilnius          | Litouwen – Zwitserland            | 1 – 2   | Kwalificatie EK 2016    | 5          | 0                                          | 0           |
| 8 oktober 2015   | Boekarest        | Roemenië – Finland                | 1 – 1   | Kwalificatie EK 2016    | 4          | 0                                          | 0           |
| 29 maart 2016    | Saint-Denis      | Frankrijk – Rusland               | 4 – 2   | Vriendschappelijk       | 3          | 0                                          | 0           |
| 4 juni 2017      | Dublin           | Ierland – Uruguay                 | 3 – 1   | Vriendschappelijk       | 1          | 0                                          | 0           |